# Порчинский, Иосиф Алоизиевич
Иосиф Алоизиевич Порчинский (9 (21) февраля 1848 — 8 (21) мая 1916) — российский энтомолог, один из создателей сельскохозяйственной и медицинской энтомологии в России. Описал 130 новых для науки видов насекомых.

## Биография
Родился 9 февраля 1848 года по старому стилю в военном поселении Новоекатеринослав Купянского уезда Харьковской губернии, где его отец Алоизий Семенович был военным врачом.
В 1871 году окончил Санкт-Петербургский университет по естественному отделению физико-математического факультета со степенью кандидата естественных наук. В университете занимался зоологией под руководством профессора К. Ф. Кесcлера.
С 1872 года стал членом Русского энтомологического общества и занимал должности консерватора и библиотекаря и секретаря общества.
В 1876 году принял участие в экспедиции Русского энтомологического общества в Закавказье. Собранные в этой экспедиции материалы послужили написанию его труда «Материалы для истории фауны России и Кавказа. Шмелеобразные двукрылые».
В 1883 году стал почетным членом Русского энтомологического общества
В 1888 году был награждён знаком отличия Русского географического общества.
В 1895 году при Ученом комитете Министерства земледелия и государственных имуществ было учреждено Бюро по энтомологии, которое Порчинский возглавлял до момента своей смерти в 1916 году.
В 1896 году избран вице-президентом Русского энтомологического общества
Умер в Петрограде 8 мая по старому стилю, похоронен на Смоленском кладбище.

## Основные труды
Автор трудов по биологии насекомых-вредителей различных сельскохозяйственных культур и трудов по паразитическим насекомым-переносчикам возбудителей инфекционных болезней. Его основной научный интерес лежал в области изучения биологии двукрылых насекомых, имеющих то или иное практическое значение (синантропные мухи, комары, оводы, муха Вольфарта, слепни и т. д.). Известны также его работы по мимикрии и систематике насекомых.
- «Материалы для естественной истории мух и их личинок, причиняющих болезни у человека и животных» («Труды Русского Энтомологического Общества», IX)
- «Гусеницы и бабочки Санкт-Петербургской губернии» (ib., XVIII, XXV, XXVI, XXVII, XXX)
- «Монография шмелеобразных двукрылых России и Кавказа» (ib., Х)
- «Исследования по двукрылым насекомым России» (ib., XXVI)
- «О мухе Вольфарта» («Horae Soc. Ent. Ross.», XVIII)
- «О кобылках, повреждающих посевы и травы в губ. Пермской, Тобольской и Оренбургской. Различные виды кобылок и способы их уничтожения» (Сельское хоз-во и лесоводство, 1893-94, Ч. 172 и 174, с. 145—165, 211—230, 23-69).
- «Краткие сведения о насекомых, наиболее вредящих русскому полеводству» (Санкт-Петербург, 1882; 2-е изд., 1891).

## Список родов двукрылых, описанных И. А. Порчинским
- Hystriomyia Portschinsky, 1881 — Tachinidae
- Lamprophthalma Portschinsky , 1892 — Psilidae
- Macrotrypeta Portschinsky , 1892 — Tephritidae
- Oestroderma Portschinsky , 1887 — Hypodermatidae
- Pachycheta Portschinsky , 1881 — Tachinidae
- Sarcotachina Portschinsky , 1881 — Sarcophagidae
- Tachinoestrus Portschinsky , 1887 — Tachinidae

## Список таксонов двукрылых, названных в честь И. А. Порчинского
- Portschinskia   Semenov, 1903 (Hypodermatidae)
- Phaonia portschinskyi  (Schnabl, 1888) (Muscidae)
- Chriorhina portschinskyi  (Stackelberg, 1955) (Syrphidae)
- Exoprosopa portschinskiji   Paramonov, 1928 (Bombyliidae)
- Merodon portschinskyi   (Stackelberg, 1924) (Syrphidae)
- Sarcophaga portschinskyi   (Rohdendorf, 1937) (Sarcophagidae)
- Phronia portschinskyi   Dziedziski, 1889 (Mycetophiliidae)
- Prorachthes portschinskiji   Paramonov, 1926 (Bombyliidae)
- Stratiomys portschinskiana   Nartshuk et Rozkoŝý, 1984 (Stratiomyidae)
- Tabanus portschinskii   Olsufiev, 1937 (Tabanidae)
- Tanyptera portschinskyi  (Enderlein, 1912) (Tipulidae)